# ʿUmar al-Tilmisānī
ʿUmar al-Tilmisānī (in arabo عمر التلمساني‎?; Il Cairo, 4 novembre 1904 – Il Cairo, 22 maggio 1986) è stato un politico egiziano.
ʿUmar al-Tilmisānī (talora scritto Omar el Telmesany o in altri modi ancora) è stato la 3^ Guida Generale (Murshid al-ʿĀm) dell'organizzazione dei Fratelli Musulmani, che egli ha guidato dal 1972 al 1986. Al-Tilmisani (nisba che trae origine dalla città algerina di Tlemcen - in arabo Tilimsan - e che indica il luogo d'origine della sua famiglia) condusse l'organizzazione (nata in Egitto ma ramificata in numerose parti del mondo arabo) durante un periodo storico caratterizzato da uno spirito di confronti civile, anziché da un aspro e violento scontro, come quello che contrassegnò gli anni precedenti. Benché i Fratelli non fossero precisamente legalizzati durante il mandato di Tilmisani, essi furono tollerati dal regime del Presidente Sadat, assai più preoccupato semmai a colpire l'opposizione della sinistra nasseriana e comunista e quella dei fondamentalisti (definiti dai media "islamisti"), considerati assai più pericolosi per i livelli di straordinaria violenza che riuscivano talora a esprimere.

## Biografia
Al-Tilmisani nacque a Darb al-Aḥmar (distretto del Cairo) nel 1904. Avvocato, al-Tilmisani si unì ai Fratelli Musulmani già nel 1933 e fu inserito nei gangli decisionali dell'organizzazione dal suo fondatore e Guida Generale, Hasan al-Banna.
Al-Tilmisani proveniva da una famiglia di importanti proprietari terrieri, che possedeva 300 feddan (acri) e sette case. Il suo vice, e successivamente successore nella veste di Guida Generale, Mustafa Mashhur, apparteneva anch'egli a una famiglia di agiati latifondisti. Il loro ruolo sociale di spicco ha indotto lo storico Robert Springborg a concludere alla fine degli anni ottanta che: "È ragionevole affermare che quanti sono al momento alla guida dei Fratelli Musulmani appartengono alla ]borghesia islamica (infitāḥ) e che "hanno comprato" l'organizzazione grazie a risorse ottenute attraverso la collaborazione col regime di Sadat regime"
Che una simile analisi fosse alquanto forzata lo dimostra però il fatto che al-Tilmisani fu imprigionato in tre occasioni: la prima nel 1954, in quanto accusato di attivismo anti-regime durante un periodo difficile del regime di Nasser, la seconda - quando già guidava la Fratellanza - nel corso degli arresti di massa di oppositori decretati da Sadat nel 1981, e una terza volta nel 1984, nel corso del successivo mandato presidenziale di Hosni Mubarak.